# 돈차

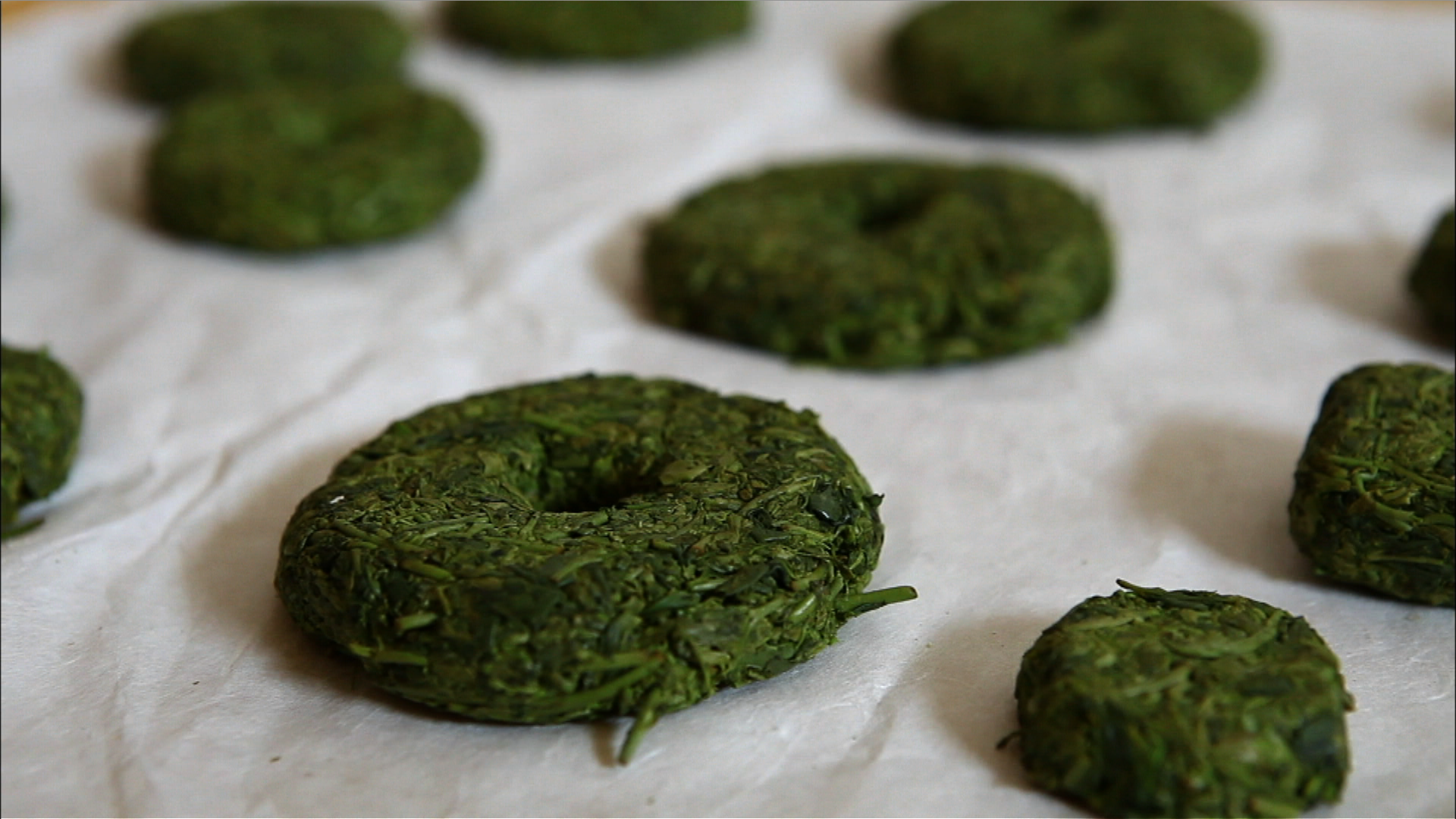
신선한 모습을 띤 돈차

돈차(돈茶)는 주화 모양으로 생긴 한국의 후발효차로 떡차(병차, 餠茶)의 일종이다. 전차(錢茶)라고 부르기도 하며 발효된 찻잎이 푸른 이끼가 낀 주화처럼 생겼다고 해서 청태전(靑苔錢)이라고 부르기도 한다. 주로 대한민국 전라남도 장흥군에서 재배된다.
전라남도 장흥군의 돈차가 맛의 방주에 등재되어 있다.

## 역사
《세종실록 지리지》, 《동국여지승람》, 《경세유표》를 비롯한 여러 문헌에서 신라 말기에 보림사에서 처음으로 돈차가 재배되었다는 기록이 전한다. 보림사가 위치한 전라남도 장흥군은 고려, 조선 시대에 한국의 차 문화의 거점으로 여겨졌다. 특히 《세종실록 지리지》에는 전국 19개소의 다소(茶所, 차(茶)를 생산하는 곳) 가운데 13개소가 전라도 장흥도호부(長興都護府)에 존재한다는 기록이 전한다.

## 제조 과정
돈차에 사용되는 찻잎은 5월에 한반도 남부 연안에서 서식하는 야생 차나무의 잎을 손으로 채취한 것이다. 찻잎을 볶는 방식은 한국에서 흔한 차 가공 방식이지만 돈차는 찻잎을 찌는 방식에서 시작한다.
가장 먼저 수확한 지 12시간이 지난 찻잎을 시루나 가마솥에서 찐다. 찐 찻잎은 절구에 찧거나 맷돌에 갈아서 만든 다음에 둥근 덩어리 모양으로 빚는다. 둥근 찻잎 덩어리는 햇빛에 말리는데 시간이 지나면서 찻잎 덩어리의 가운데에 구멍이 생기면서 엽전과 비슷한 모양을 띠게 된다. 돈차는 적어도 6개월 동안 발효하는데 비록 20년 이상 발효되더라도 풍부한 맛과 향기를 띠는 데에 도움이 되기 때문이다.

## 준비
약 7 ~ 9그램 상당의 돈차 덩어리는 한 번에 500 ~ 600 밀리리터 정도를 담을 수 있다. 돈차 덩어리는 가끔 소비하기 전에 양쪽에서 낮은 열에 볶는다. 찻잎을 볶는 것은 찻잎의 살균 뿐만 아니라 차의 독특한 향과 맛을 띠는 데에 도움이 된다. 돈차는 서너번 정도 다시 담그면 향과 맛을 유지한다. 돈차는 85 ~ 95℃ 사이의 물에서 5 ~ 10분 정도 우린다.

## 한의학에서의 사용
한의학에서는 돈차가 복통 예방, 해독 작용, 발열 완화, 변비 예방, 감기 증상의 관리와 같이 약한 증상들을 완화시키는 데 도움이 된다고 여겨진다.